# Ободівська волость
Ободівська волость — адміністративно-територіальна одиниця Ольгопільського повіту Подольської губернії у містечку Ободівка.
Станом на 1885 рік складалася з 11 поселень, 7 сільських громад. Населення 15611 осіб (8629 чоловічої статі та 8716 — жіночої), 2416 дворових господарств.
|                     | Площа, дес. | У тому числі орної, десятин |
| ------------------- | ----------- | --------------------------- |
| Сільських громад    | 11236       | 8732                        |
| Приватної власності | 12957       | 5923                        |
| Іншої власності     | 478         | 302                         |
| Загалом             | 24671       | 14957                       |

Основні поселення волості станом на 1885:
- Ободівка — колишнє державне містечко при річці Бернадинка за 33 версти від повітового міста, 3424 мешканці, 362 двори, 2 православні церкви, костел, школа, 2 постоялих двори, трактир, 6 постоялих будинків, 6 лавок, базари по вівторках.
- Торканівка — колишнє власницьке село при річці Дохна, 1962 мешканці, 234 двори, православна церква, школа, 2 постоялих будинки.
- Цибулівка — колишнє власницьке село при річці Бернадинка, 2010 мешканців, 170 дворів, православна церква, школа, постоялий будинок.